# ULAF Divizion B 2017
La Divizion B 2017 è la 2ª edizione del campionato di football americano di secondo livello, organizzato dalla ULAF.

## Squadre partecipanti
| Club             | Città    | Stadio | Sponsor ufficiale | Risultato nella stagione 2016 |
| ---------------- | -------- | ------ | ----------------- | ----------------------------- |
| Kharkiv Atlantes | Charkiv  |        |                   |                               |
| Kiev Jokers      | Kiev     |        |                   |                               |
| Kiev Rebels      | Kiev     |        |                   |                               |
| Kiev Slavs       | Kiev     |        |                   |                               |
| Lviv Lions       | Leopoli  |        |                   |                               |
| Odessa Pirates   | Odessa   |        |                   |                               |
| Vinnytsia Wolves | Vinnycja |        |                   |                               |

## Stagione regolare

### Calendario

#### 1ª giornata
| Kiev 22 aprile 2017 | Kiev Rebels | 6 – 18 (0-6 0-0 6-6 0-6) referto | Kiev Jokers |  |

#### 2ª giornata
| Kiev 13 maggio 2017 | Kiev Slavs | 0 – 33 (0-6 0-20 0-0 0-7) referto | Kharkiv Atlantes |  |

| Leopoli 13 maggio 2017 | Lviv Lions | 62 – 25 (14-10 14-9 13-0 21-6) referto | Kiev Rebels |  |

#### 3ª giornata
| Vinnycja 27 maggio 2017 | Vinnytsia Wolves | 70 – 0 (28-0 21-0 7-0 14-0) referto | Kiev Slavs |  |

| Kiev 27 maggio 2017 | Kiev Jokers | 0 – 24 (0-6 0-6 0-0 0-12) referto | Kharkiv Atlantes |  |

| Odessa 27 maggio 2017 | Odessa Pirates | 24 – 28 (0-7 8-14 8-0 8-7) referto | Lviv Lions |  |

#### 4ª giornata
| Kiev 10 giugno 2017 | Kiev Slavs | 0 – 9 (0-6 0-3 0-0 0-0) referto | Kiev Jokers |  |

| Charkiv 10 giugno 2017 | Kharkiv Atlantes | 24 – 0 (a tavolino) referto | Odessa Pirates |  |

| Vinnycja 10 giugno 2017 | Vinnytsia Wolves | 25 – 11 (13-0 6-0 6-11 0-0) referto | Lviv Lions |  |

#### 5ª giornata
| Odessa 24 giugno 2017 | Odessa Pirates | 24 – 0 (a tavolino) referto | Kiev Slavs |  |

| Leopoli 24 giugno 2017 | Lviv Lions | 21 – 6 (0-6 7-0 7-0 7-0) referto | Kiev Jokers |  |

#### 6ª giornata
| Charkiv 1º luglio 2017 | Kharkiv Atlantes | 21 – 40 (0-0 7-26 6-0 8-14) referto | Vinnytsia Wolves |  |

#### 7ª giornata
| Kiev 8 luglio 2017 | Kiev Rebels | 15 – 8 (6-0 9-0 0-8 0-0) referto | Kiev Slavs |  |

| Kiev 8 luglio 2017 | Kiev Jokers | 24 – 0 (a tavolino) referto | Odessa Pirates |  |

#### 8ª giornata
| Kiev 22 luglio 2017 | Kiev Jokers | 2 – 34 referto | Vinnytsia Wolves |  |

| Charkiv 22 luglio 2017 | Kharkiv Atlantes | 28 – 6 referto | Kiev Rebels |  |

| Kiev 23 luglio 2017 | Kiev Slavs | 14 – 38 referto | Lviv Lions |  |

| Leopoli 5 agosto 2017 | Lviv Lions | 0 – 38 (0-12 0-0 0-20 0-6) referto | Kharkiv Atlantes |  |

| Charkiv 5 agosto 2017 | Kiev Rebels | 0 – 24 (a tavolino) referto | Vinnytsia Wolves |  |

#### 9ª giornata
| Odessa 19 agosto 2017 | Odessa Pirates | 0 – 24 (a tavolino) referto | Kiev Rebels |  |

### Classifica
La classifica della regular season è la seguente:
- PCT = percentuale di vittorie, G = partite giocate, V = partite vinte, P = partite perse, PF = punti fatti, PS = punti subiti

| Pos. | Squadra          | PCT   | G | V | N | P | PF  | PS  |
| ---- | ---------------- | ----- | - | - | - | - | --- | --- |
| 1    | Vinnytsia Wolves | 1.000 | 6 | 6 | 0 | 0 | 217 | 34  |
| 2    | Kharkiv Atlantes | .833  | 6 | 5 | 0 | 1 | 168 | 46  |
| 3    | Lviv Lions       | .667  | 6 | 4 | 0 | 2 | 160 | 132 |
| 4    | Kiev Jokers      | .500  | 6 | 3 | 0 | 3 | 59  | 85  |
| 5    | Kiev Rebels      | .333  | 6 | 2 | 0 | 4 | 76  | 140 |
| 6    | Odessa Pirates   | .167  | 6 | 1 | 0 | 5 | 48  | 124 |
| 7    | Kiev Slavs       | .000  | 6 | 0 | 0 | 6 | 22  | 189 |

## Playoff

### Tabellone
|  | Semifinali | Semifinali       | Semifinali |                  |    | Finale           | Finale          | Finale          |  |
|  |            |                  |            |                  |    |                  |                 |                 |  |
|  | 1          | Vinnytsia Wolves | 35         |                  |    |                  |                 |                 |  |
|  | 1          | Vinnytsia Wolves | 35         |                  |    |                  |                 |                 |  |
|  | 4          | Kiev Jokers      | 16         |                  |    |                  |                 |                 |  |
|  | 4          | Kiev Jokers      | 16         |                  | 1  | Vinnytsia Wolves | 0               |                 |  |
|  |            |                  |            |                  | 1  | Vinnytsia Wolves | 0               |                 |  |
|  |            |                  | 2          | Kharkiv Atlantes | 16 |                  |                 |                 |  |
|  | 2          | Kharkiv Atlantes | 2          | Kharkiv Atlantes | 16 | 13               |                 |                 |  |
|  | 2          | Kharkiv Atlantes |            |                  |    | 13               |                 |                 |  |
|  | 3          | Lviv Lions       | 12         |                  |    | Finale 3º posto  | Finale 3º posto | Finale 3º posto |  |
|  | 3          | Lviv Lions       | 12         |                  |    |                  |                 |                 |  |
|  |            |                  |            |                  |    |                  |                 |                 |  |
|  |            |                  |            |                  |    | 4                | Kiev Jokers     | 12              |  |
|  |            |                  |            |                  |    | 4                | Kiev Jokers     | 12              |  |
|  |            |                  |            |                  |    | 3                | Lviv Lions      | 40              |  |

### Semifinali
| Vinnycja 3 settembre 2017 | Vinnytsia Wolves | 35 – 16 (21-0 0-8 14-8 0-0) referto | Kiev Jokers |  |

| Charkiv 3 settembre 2017 | Kharkiv Atlantes | 13 – 12 (0-4 7-0 0-0 6-8) referto | Lviv Lions |  |

### Finale 3º - 4º posto
| Leopoli 23 settembre 2017 | Lviv Lions | 40 – 12 (0-0 20-0 6-0 14-12) referto | Kiev Jokers |  |

### Finale
| Charkiv 24 settembre 2017 | Vinnytsia Wolves | 0 – 16 (0-7 0-0 0-0 0-9) referto | Kharkiv Atlantes |  |

## Verdetti
- Kharkiv Atlantes Vincitori della ULAF Divizion B 2017